# Palazzo Cipriano Pallavicini
Il palazzo Cipriano Pallavicini è un edificio storico italiano, sito in piazza Fossatello 2, nel centro storico di Genova. È uno dei Palazzi dei Rolli designati, al tempo della Repubblica di Genova, a ospitare gli ospiti di alto rango per conto del governo, durante le visite di stato.
L'edificio è fra i 42 palazzi dei rolli selezionati e dichiarati Patrimonio dell'umanità dall'UNESCO il 13 luglio 2006.

## Storia e descrizione
Nella sede dell'edificio attuale era stata edificata, a partire dal XV secolo, una costruzione ad uso residenziale composta, secondo la tradizione medievale, da due edifici affiancati con sottostanti cisterne per l'acqua e botteghe. L'edificio si trovava in corrispondenza ad un crocevia che nel 1539 si desidera trasformare in una piazza demolendo le casupole circostanti, in quell'epoca Cipriano Pallavicini, (eletto nel 1567 arcivescovo di Genova) coi fratelli Antoniotto e Gerolamo, affida a un autore rimasto anonimo il disegno di una nuova facciata con un prospetto più moderno e dal disegno ispirato al romano Palazzo Caprini di Donato Bramante.
Nel 1571 il palazzo viene venduto ad Antonio Brignole ma nel 1584 ritorna di proprietà della famiglia Pallavicino nella persona di Francesco Pallavicini, titolare della prima iscrizione ai rolli risalente al 1599, l'edificio rimane anche nel rollo successivo dell'anno 1614.
Nei secoli successivi si ha il passaggio di proprietà ai Grillo (1713), ai Saporiti (1718) e, infine, nel 1840 al ticinese Federico Rayper, fornitore della Marina del Regno di Sardegna e padre del pittore Ernesto Rayper che chiede il permesso di elevare l'edificio di due piani e di effettuare un'invasiva ristrutturazione generale durante la quale viene svuotato quasi tutto l'involucro, ne risulta un edificio suddiviso ad appartamenti, con una decorazione di moda neoclassica.
Del primo impianto abitativo rimangono il grande portale dei Carlone, conservato da oltre un secolo al Victoria and Albert Museum di Londra e le incisioni rubensiane.

## Galleria d'immagini

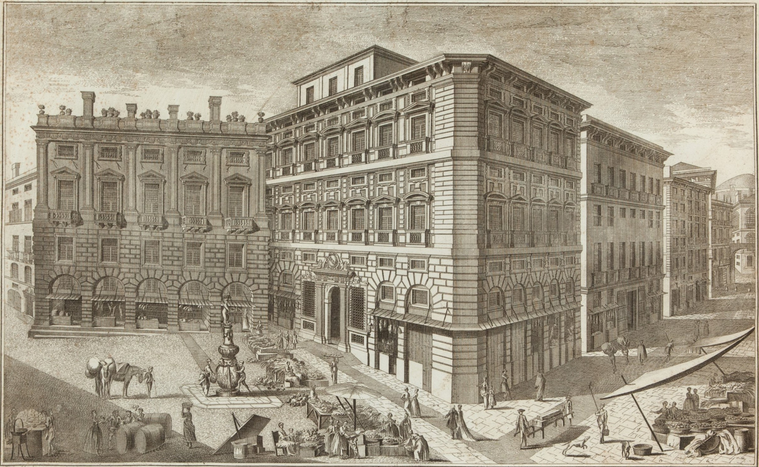
Veduta della piazza di Fossatello, acquaforte di Antonio Giolfi, 1796
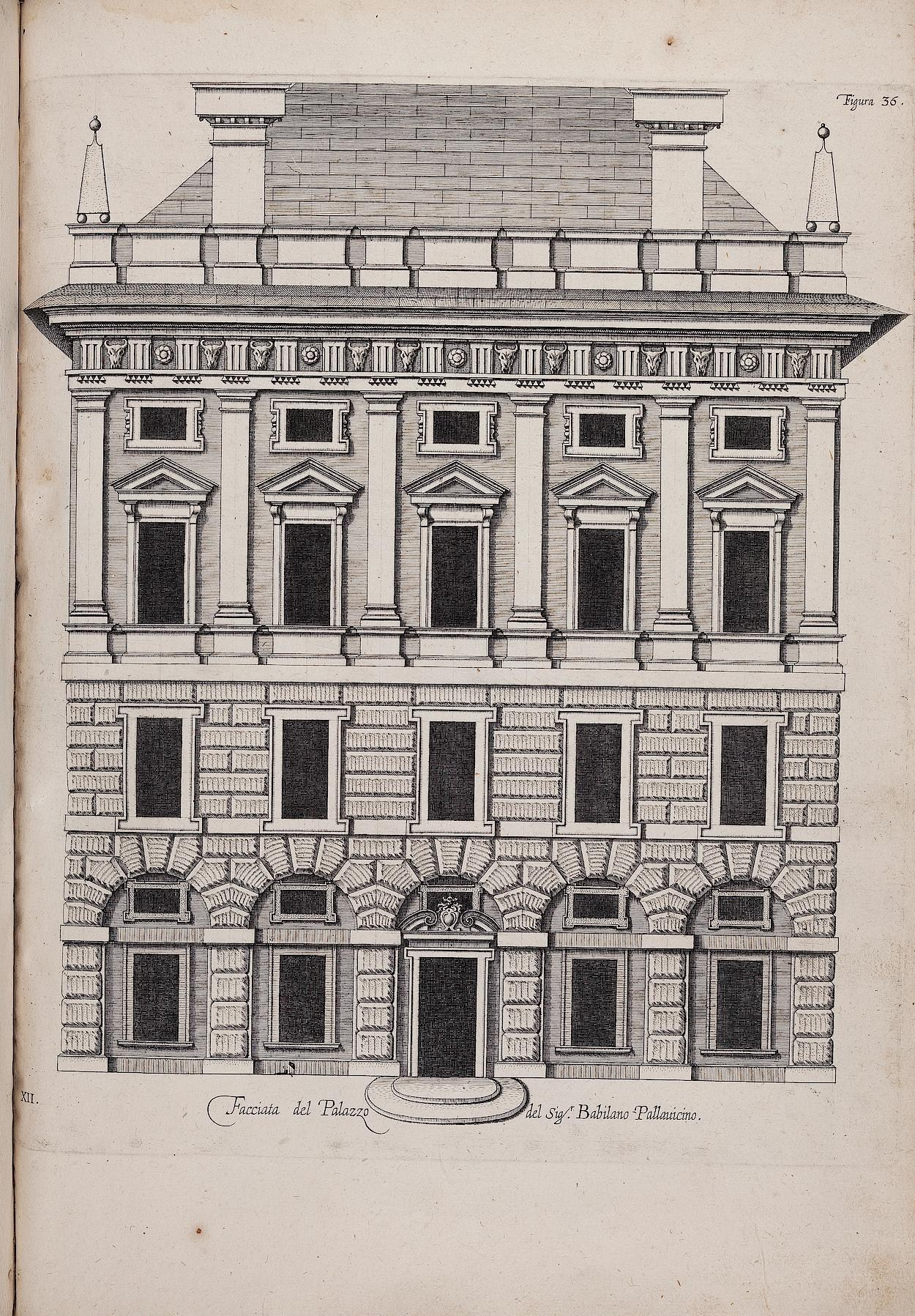
Rubens, Palazzi di Genova
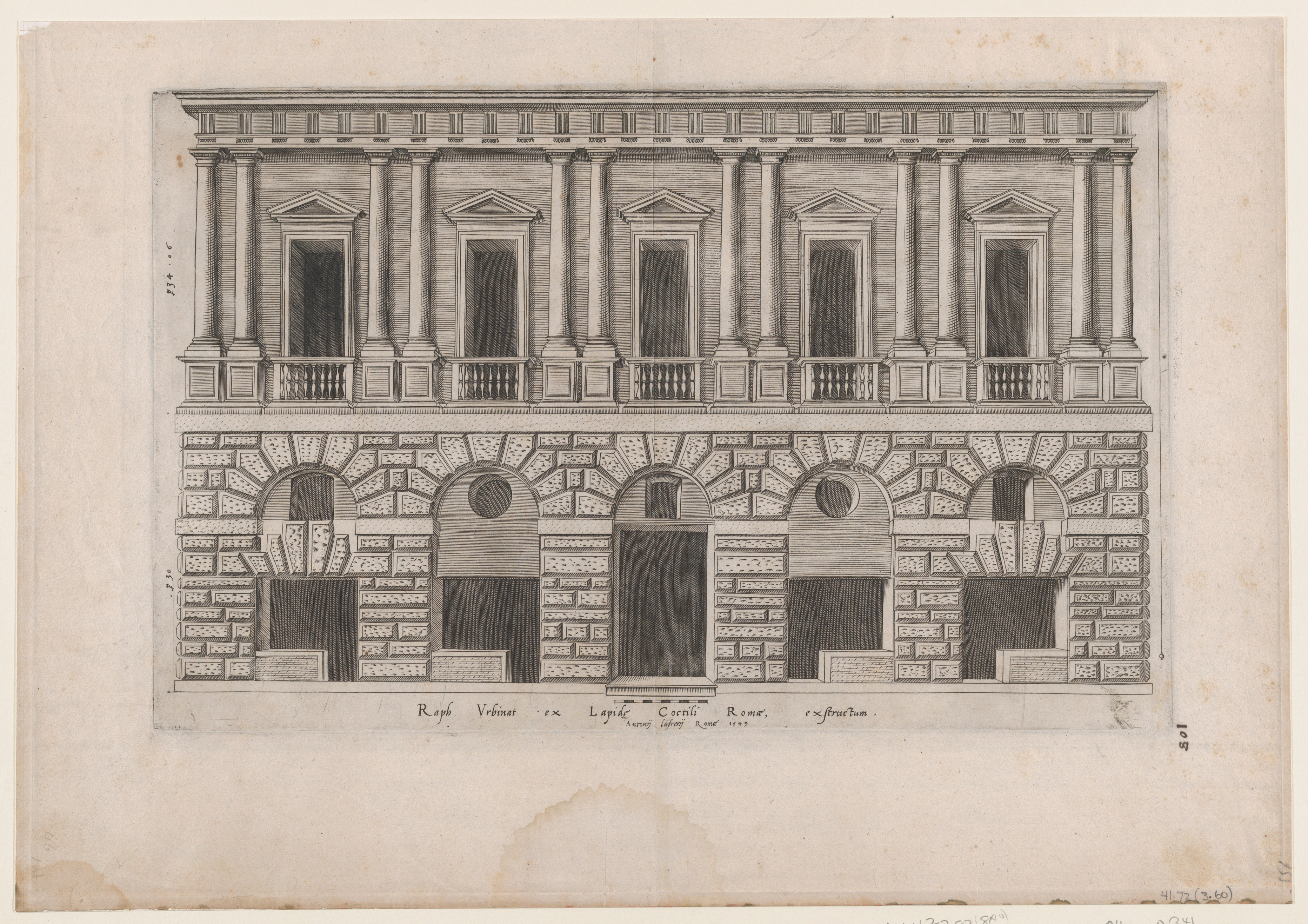
Palazzo Caprini nell'incisione di Antoine Lafréry